# Idoru
Az Idoru egy 1996-ban megjelent cyberpunk témájú regény, melyet William Gibson írt. Az Idoru a szerző Híd-trilógiájának második része. A regényt magyarul az N&N Könyvkiadó adta ki 1999-ben Möbius science fiction könyvek sorozatuk tagjaként. A fordító Kodaj Dániel volt.
A regény két szálon fut. Az egyik szál főszereplője Colin Laney nevű szakember, aki képes látni a csomópontokat. A másiké pedig egy Chia Pet McKenzie nevű tizennégy éves információvadász lány, akit azzal bíznak meg, hogy derítse ki az igazságot Rezről, a Lo/Rez rockbanda énekeséről. A férfi ugyanis beleszeret egy virtuális japán idolba (aidoruba). A pletykák szerint Rez feleségül akarja őt venni.

## Cselekmény
|  | Alább a cselekmény részletei következnek! |

A történet központi szakasza a 21. századi, posztmodern Tokióban játszódik.
A Lo/Rez együttes énekese feleségül akar venni egy idorut, Rei Toeit. Ezt a különös frigyet senki sem nézi jó szemmel, még egyik leghűségesebb társa, Blackwell sem. Colint bízzák meg a feladattal, hogy tehetségét felhasználva derítse ki, ki manipulálja a háttérből a sztárt. Blackwell ugyanis arra gyanakszik, hogy bizonyos szervezetek az idorun keresztül irányítják Rezt. Colint akadályozza a munkája végzésében egykori megbízója, a SlitScan vezetője is. A SlitScan ugyanis zsarolja őt. A cég titkos feladatai közé tartozik a virtuális hírességek kiiktatása, így Rei Toei – és rajta keresztül Rez – is a halállistájukra került.
Eközben Chia Pet Mckenzie-t azzal bízza meg az amerikai Lo/Rez rajongói klub, hogy derítse ki, igaz-e a pletyka, miszerint Rez egy idorut készül nőül venni. Chia a repülőn ismerkedik meg egy Maryalice nevű nővel, aki titokban belecsempész a lány táskájába egy nanotech eszközt, így Chia élete veszélybe kerül, illegális csempészetért. Miután Maryalice társa, Eddie gyorsan értesíti arról, hogy veszélyben van, Chia felveszi a kapcsolatot Micukóval, aki a Lo/Rez japán fanclubjának egyik tagja. Megszerveznek egy találkozót a klubbal, de a rajongótársak csak arról biztosítják Chiát – hazudnak neki -, hogy a pletykák alaptalanok. Ezután Chia a saját kezébe veszi az irányítást, és Micuko bátyjának, az otaku Maszahirónak a segítségét kéri. Maszahiro egy hacker, aki az Elkerített Város nevű hackerközösség tagja.
Azonban még nem is sejti, hogy a nanotechnológia felkelti az orosz maffia és a jakuza érdeklődését is.
|  | Itt a vége a cselekmény részletezésének! |

## Magyarul
- Idoru; ford. Kodaj Dániel; N&N, Bp., 1999 (Möbius)